# Ian Lockhart
Ian DeWitt Lockhart (25 de junio de 1967 en Nassau, Bahamas) es un exjugador de baloncesto de las Bahamas. Con sus 2'03 cm de estatura y sus 109 kg de peso jugaba en la posición de alero o de ala pívot. En el 2007, con 40 años, jugó en Mayagüez, Puerto Rico. También jugó un partido de la NBA durante de su carrera durante la década de 1990.
Lockhart fue firmado por los Phoenix Suns el 6 de septiembre de 1990. Jugó un partido, anotando cuatro puntos en 2 minutos de juego. La temporada siguiente, el 6 de agosto de 1991, firmó con el Cholet, equipo de Francia.